# Fouad Ammoun
Fouad Ammoun (25 novembre 1899, Deir al-Qamar – 11 février 1977, Beyrouth) est un avocat et diplomate libanais,.

## Biographie
Il est juge à la Cour internationale de Justice entre 1965 et 1976. Il est vice-président de la Cour entre 1970 et 1976.
Il est l'un des rédacteurs du Pacte de la Ligue arabe.